# کریژانوویتسه و ویشکووا
کریژانوویتسه و ویشکووا (به چکی: Křižanovice u Vyškova) یک منطقهٔ مسکونی در جمهوری چک است که در ناحیه ویشکوو واقع شده‌است. کریژانوویتسه و ویشکووا ۲٫۴۷ کیلومتر مربع مساحت و ۱۳۹ نفر جمعیت دارد و ۲۵۷ متر بالاتر از سطح دریا واقع شده‌است.